# Anatomy (australische Band)
Anatomy ist eine australische Black- und Death-Metal-Band aus Melbourne, die 1989 gegründet wurde, sich im Jahr 2000 auflöste und seit 2015 wieder aktiv ist.

## Geschichte
Die Band wurde im Juli 1989 gegründet. Nach der Teilnahme an verschiedenen Samplern und der Veröffentlichung verschiedener Tonträger, erschien 1995 das Debütalbum Where Angels Die bei Modern Invasion Records. Danach ging es auf Tournee und Anatomy trat als Vorband für Impaled Nazarene auf. Unter dem Titel The Witches of Dathomir schloss sich 1999 über Bleed Records das zweite Album an. Hierauf ist unter anderem eine Coverversion des Possessed-Liedes The Exorcist enthalten. Im folgenden Jahr kam es zur Auflösung, seit Sommer 2015 ist die Band wieder aktiv. Im selben Jahr nahm die Gruppe in Adelaide am Black Conjuration Festival teil. Im folgenden Jahr schlossen sich weitere Auftritte an, unter anderem zusammen mit Tribulation, Chemical Cascades, Hobbs’ Angel of Death, Persecution, Debacle und Oligarch. 2017 nahm die Band unter anderem am Black Clouds Mass - „Metal Meet“, das von Bleed Records veranstaltet wurde, teil.

## Stil
Brian Giffin bezeichnete die Musik in seiner Encyclopedia of Australian Heavy Metal als rohen Black Metal. Ähnlich sah es Joel McIver in seinem Buch Extreme Metal II, der die Lieder als sehr aggressiven, düster produzierten Black Metal bezeichnete. Auf rockdetector.com wird die Musik als Mischung aus Black- und Death-Metal zusammengefasst.

## Diskografie
- 1991: Dark Religion (Demo, Eigenveröffentlichung)
- 1992: For Those Whose Eyes Are Black (Demo, Eigenveröffentlichung)
- 1992: Arrogance Within Humanity (EP, Maggot Records)
- 1993: Twisting Depths of Horror (EP, Dark Oceans Productions)
- 1995: Where Angels Die (Album, Modern Invasion Records)
- 1998: Suncrusher (Demo, Eigenveröffentlichung)
- 1999: The Witches of Dathomir (Album, Bleed Records)
- 2002: Poison Blood / Suncrusher (Split mit Long Voyage Back, Bleed Records)